# U.S. Men's Clay Court Championships 1999
L'U.S. Men's Clay Court Championships 1999 è stato un torneo di tennis giocato sulla terra rossa. È stata la 89ª edizione del U.S. Men's Clay Court Championships, che fa parte della categoria International Series nell'ambito dell'ATP Tour 1999. Si è giocato a Orlando in Florida negli Stati Uniti dal 19 aprile al 26 aprile 1999.

## Campioni

### Singolare
Magnus Norman ha battuto in finale  Guillermo Cañas con il punteggio di 6–0, 6–3

### Doppio
Jim Courier /  Todd Woodbridge hanno battuto in finale  Bob Bryan /  Mike Bryan con il punteggio di 7–6 (4), 6–4